# Unione Sportiva Grosseto 1964-1965
Questa pagina raccoglie le informazioni riguardanti l'Unione Sportiva Grosseto nelle competizioni ufficiali della stagione 1964-1965.

## Rosa
| N. |                   | Ruolo | Calciatore           |
| -- | ----------------- | ----- | -------------------- |
|    | Italia (bandiera) | C     | Luciano Angelini     |
|    | Italia (bandiera) | D     | Lio Banci            |
|    | Italia (bandiera) |       | Bermardini           |
|    | Italia (bandiera) |       | Bianchi              |
|    | Italia (bandiera) | P     | Arnaldo Di Mascio    |
|    | Italia (bandiera) | A     | Antonio Falchi       |
|    | Italia (bandiera) | C     | Vinicio Giacci       |
|    | Italia (bandiera) | C     | Enzo Giannini        |
|    | Italia (bandiera) | C     | Fabrizio Gualtieri   |
|    | Italia (bandiera) | A     | Roberto Marconi      |
|    | Italia (bandiera) | C     | Giandomenico Morandi |

| N. |                   | Ruolo | Calciatore       |
| -- | ----------------- | ----- | ---------------- |
|    | Italia (bandiera) | D     | Aldo Nardi       |
|    | Perù (bandiera)   | C     | Hugo Natteri     |
|    | Italia (bandiera) | A     | Pietrangelo Ore  |
|    | Italia (bandiera) | C     | Nilo Palazzoli   |
|    | Italia (bandiera) |       | Pazzi            |
|    | Italia (bandiera) | C     | Lelio Petronilli |
|    | Italia (bandiera) | C     | Alfonso Sicurani |
|    | Italia (bandiera) |       | Squarcia         |
|    | Italia (bandiera) | D     | Roberto Trovo    |
|    | Italia (bandiera) | A     | Carlo Zecchini   |